# Copa do Brasil de Futsal de 2018
A Copa do Brasil de Futsal de 2018 foi a segunda edição da competição. A competição foi criada com intuito de contemplar todos os estados brasileiros, com seus respectivos representantes. O torneio contaria com 32 participantes, porém nem todas as federações indicaram uma equipe, sendo assim 16 equipes participam do torneio. O Corinthians conquistou seu primeiro título ao bater o Joinville nas finais. Com o título, o time paulista garantiu vaga na Supercopa do Brasil de Futsal de 2019

## Participantes
| - AA Balsas Futsal - AABB - ASEC - Assoeva - Circuíto Militar - CNR Álvares Cabral - Constelação - Horizonte Futsal | - Joinville - Macau Futsal - Porto - São Lucas - Tubarão - Corinthians - Eusébio - Tupi |

## Primeira Fase
|  | Classificados à segunda fase      |
|  | Classificados às Oitavas de final |

| Mandante  | Total | Visitante        | 1º jogo | 2º Jogo |
| --------- | ----- | ---------------- | ------- | ------- |
| Joinville | 6–4   | São Lucas        | 5–1     | 1–3     |
| Eusébio   | 2–5   | Horizonte Futsal | 2–3     | 0–2     |
| Tupi      | 8–3   | Álvares Cabral   | 5–0     | 3–3     |

## Segunda fase
As equipes classificadas da primeira fase juntaram as demais equipes previamente presentes na segunda fase.
| Mandante        | Total | Visitante     | 1º jogo | 2º Jogo     |
| --------------- | ----- | ------------- | ------- | ----------- |
| Joinville       | 6–3   | Assoeva       | 3–2     | 3–1         |
| AABB            | 10–9  | Porto         | 6–4     | 4–5 1–0 pr. |
| Tupi            | 2–8   | Corinthians   | 0–5     | 2–3         |
| Circuíto Miliar | 6–12  | Balsas Futsal | 2–3     | 4–9         |
| ASEC            | W-O   | Macau Futsal  | 7–1     | Cancelado   |

## Fase final
As equipes classificadas da segunda fase se juntaram as demais equipes previamente presentes na fase final.

### Chaveamento final
|  | Quartas de final | Quartas de final | Quartas de final | Quartas de final |    |             | Semifinais                    | Semifinais                    | Semifinais                    | Semifinais                    |  |           | Final 06 a 13 de agosto | Final 06 a 13 de agosto | Final 06 a 13 de agosto | Final 06 a 13 de agosto |  |  |
|  | 7 a 25 de julho  | 7 a 25 de julho  | 7 a 25 de julho  | 7 a 25 de julho  |    |             | 21 de agosto a 04 de setembro | 21 de agosto a 04 de setembro | 21 de agosto a 04 de setembro | 21 de agosto a 04 de setembro |  |           | 4 a 11 de outubro       | 4 a 11 de outubro       | 4 a 11 de outubro       | 4 a 11 de outubro       |  |  |
|  |                  |                  |                  |                  |    |             |                               |                               |                               |                               |  |           |                         |                         |                         |                         |  |  |
|  | Constelação      | 5                | 4                | 9                |    |             |                               |                               |                               |                               |  |           |                         |                         |                         |                         |  |  |
|  | AABB             | 1                | 3                | 4                |    |             |                               |                               |                               |                               |  |           |                         |                         |                         |                         |  |  |
|  | AABB             | 1                | 3                | 4                |    | Constelação | 1                             | 1                             | 2                             |                               |  |           |                         |                         |                         |                         |  |  |
|  |                  |                  |                  |                  |    | Constelação | 1                             | 1                             | 2                             |                               |  |           |                         |                         |                         |                         |  |  |
|  |                  | Joinville        | 2                | 9                | 11 |             |                               |                               |                               |                               |  |           |                         |                         |                         |                         |  |  |
|  | AA Balsas Futsal | Joinville        | 2                | 9                | 11 | 0           | 0                             | 0                             |                               |                               |  |           |                         |                         |                         |                         |  |  |
|  | AA Balsas Futsal |                  |                  |                  |    | 0           | 0                             | 0                             |                               |                               |  |           |                         |                         |                         |                         |  |  |
|  | Joinville        | 9                | 2                | 11               |    |             |                               |                               |                               |                               |  |           |                         |                         |                         |                         |  |  |
|  | Joinville        | 9                | 2                | 11               |    |             |                               |                               |                               |                               |  | Joinville | 1                       | 0                       | 1                       |                         |  |  |
|  |                  |                  |                  |                  |    |             |                               |                               |                               |                               |  | Joinville | 1                       | 0                       | 1                       |                         |  |  |
|  |                  | Corinthians      | 4                | 3                | 7  |             |                               |                               |                               |                               |  |           |                         |                         |                         |                         |  |  |
|  | Corinthians      | Corinthians      | 4                | 3                | 7  | 6           | 6                             | 12                            |                               |                               |  |           |                         |                         |                         |                         |  |  |
|  | Corinthians      |                  |                  |                  |    | 6           | 6                             | 12                            |                               |                               |  |           |                         |                         |                         |                         |  |  |
|  | Tubarão          | 1                | 1                | 2                |    |             |                               |                               |                               |                               |  |           |                         |                         |                         |                         |  |  |
|  | Tubarão          | 1                | 1                | 2                |    | Corinthians | 3                             | 2                             | 5                             |                               |  |           |                         |                         |                         |                         |  |  |
|  |                  |                  |                  |                  |    | Corinthians | 3                             | 2                             | 5                             |                               |  |           |                         |                         |                         |                         |  |  |
|  |                  | Horizonte Futsal | 0                | 0                | 0  |             |                               |                               |                               |                               |  |           |                         |                         |                         |                         |  |  |
|  | Horizonte Futsal | Horizonte Futsal | 0                | 0                | 0  | 3           | 1                             | 4                             |                               |                               |  |           |                         |                         |                         |                         |  |  |
|  | Horizonte Futsal |                  |                  |                  |    | 3           | 1                             | 4                             |                               |                               |  |           |                         |                         |                         |                         |  |  |
|  | ASEC             | 2                | 1                | 3                |    |             |                               |                               |                               |                               |  |           |                         |                         |                         |                         |  |  |

### Quartas de finais
Ida
| 07 de julho | Constelação                                                             | 5–1       | AABB           | Ginásio Hélio Campos, Boa Vista |
| 18h30       | Vagner 1T · André Arruda 1T · Rafael 2T · Ádrio 2T · Walter dos Reis 2T | Relatório | Victor Dias 1T |                                 |

| 13 de julho | Balsas Futsal | 0–9       | Joinville                                                                                        | Ginásio Colégio Marista, Balsas |
| 20h00       |               | Relatório | Leco 1T, 2T · Eka 1T, 2T · Bruno Iacovino 1T · Gabriel 1T · Thiaguinho 1T · Lucas 2T · Genaro 2T |                                 |

| 16 de julho | Tubarão    | 1–6       | Corinthians                                                         | Ginásio Nicias Ribeiro, Altamira |
| 20h00       | Josildo 2T | Relatório | Douglas Nunes 1T, 2T · Alex 1T · Murilo 1T · Wilde 1T · Gleidson 2T |                                  |

| 18 de julho | Horizonte Futsal                 | 3–2       | ASEC                        | Gináso Joaquim Domingos, Horizonte (Ceará) |
| 18h30       | Ianderson 1T, 2T · Jaderson 2T · | Relatório | Wanderson 2T · Darlysson 2T |                                            |

Volta
| 20 de julho | AABB                                         | 3–4       | Constelação                                       | Ginásio do Cruzeiro, Brasília |
| 18h30       | João Marcelo 1T · João Victor 2T · Romulo 2T | Relatório | Vagner 1T · Dimas 2T · Arckson 2T · Alexsandro 2T |                               |

| 26 de julho | Joinville                  | 2–0       | Balsas Futsal | Ginásio Cau Hensen, Joinville |
| 20h15       | Thiaguinho 1T · Gabriel 1T | Relatório |               |                               |

| 23 de julho | Corinthians                                                   | 6–1       | Tubarão    | Ginásio Wlamir Marques, São Paulo |
| 20h00       | Renatinho 1T, 2T · Higor 1T · Gabriel 1T · Wilde 2T · Caio 2T | Relatório | Alisson 2T |                                   |

| 25 de julho | ASEC         | 1–1       | Horizonte Futsal | Ginásio de Caruaru, Caruaru |
| 20h00       | Wanderson 2T | Relatório | Rafinha 2T       |                             |

### Semifinais
Ida
| 21 de agosto | Constelação | 1–2       | Joinville            | Ginásio Hélio Campos, Boa Vista |
| 18h30        | Vagner 2T   | Relatório | Leco 1T · Machado 2T |                                 |

| 24 de agosto | Horizonte Futsal | 0–3       | Corinthians                | Gináso Joaquim Domingos, Horizonte (Ceará) |
| 19h00        |                  | Relatório | Murilo 1T, 2T · Matheus 2T |                                            |

Volta
| 3 de setembro | Corinthians                         | 2–0       | Horizonte Futsal | Ginásio Wlamir Marques, São Paulo |
| 20h15         | Murilo 5' 2T · Douglas Nunes 18' 2T | Relatório |                  |                                   |

| 4 de setembro | Joinville | 9–1       | Constelação   | Ginásio Cau Hensen, Joinville |
| 20h15         | Gabriel 5' 1T, 8' 2T · Bruno 13' 1T, 6' 2T · Thiaguinho 18' 1T, 14' 2T · Everton 10' 1T · Leandro Caires 3' 2T · Sinésio 8' 2T | Relatório | Vagner 18' 2T |                               |

### Final
Ida
| 4 de outubro | Joinville     | 1 – 4     | Corinthians                       | Ginásio Cau Hensen, Joinville |
| 20h15        | Thiaguinho 2T | Relatório | Daniel , 2T · Murilo 2T · Nenê 2T |                               |

Volta
| 11 de outubro | Corinthians                  | 3 – 0     | Joinville | Ginásio Wlamir Marques, São Paulo |
| 20h15         | Caio 1T · Obina 2T · Nenê 2T | Relatório |           |                                   |

## Premiação
| Copa do Brasil de Futsal de 2018 |
| São Paulo                        |
| -------------------------------- |
| Corinthians Campeão (1.º título) |